# Radioåret 1943

## Händelser

### November
- 4 november - Abbott och Costello kommer tillbaka till NBC Radio efter sex månaders frånvaro av hälsoskäl (då Lou Costello haft reumatisk feber).[1]

### Okänt datum
- Den 1,7 miljonte radiolicensen utfärdas i Sverige.
- Efter motioner i Sveriges riksdag tillsätts på hösten en rundradioutredning. På önskelistan står "dubbelprogram", alltså P2, utökade kortvågssändningar till svenskar i utlandet och trådradio för Gotland.

## Radioprogram

### Sveriges Radio
- Femton program av "Sweden Calls America" spelas in för att sändas ut från Amerika.

## Födda
- 5 mars - Lars-Göran Frisk, svensk programledare.
- 31 juli - William Bennett, amerikansk konservativ expertkommentator, politiker och radioprogramledare.
- 16 augusti - Kjell Alinge, svensk radiojournalist och programledare.

### Fotnoter
1. ↑  "The laughter dies". Latimes.com. 15 juli 2007. Läst 10 juni 2013.